# Press Color
 (août 2018).
Albums de Lizzy Mercier Descloux
Mambo Nassau
(1981)
Press Color est le premier album studio de la chanteuse et musicienne française Lizzy Mercier Descloux, sorti en 1979 chez ZE Records.
Il est réédité en 2003 dans une nouvelle version avec dix-huit chansons (dont dix inédites) pour une durée de 45 minutes.
En 2015, ce dernier est remasterisé.
L'album est classé dans plusieurs listes de meilleurs albums français de tous les temps.

## Liste des pistes

### Édition originale (1979)
1. Jim on the Move (Lalo Schifrin) – 2:29
2. Aya Mood 3.5 – 2:50
3. Torso Corso – 1:48
4. Wawa – 2:18
5. Fire (Arthur Brown) – 5:11
6. Mission Impossible (Schifrin) – 2:35
7. No Golden Throat – 2:38
8. Tumor (Eddie Cooley, John Davenport) – 2:57

### Édition actuelle (2003)
1. Fire (Arthur Brown) – 5:11
2. Torso Corso – 1:48
3. Mission Impossible (Schifrin) – 2:35
4. No Golden Throat – 2:38
5. Jim on the Move (Lalo Schifrin) – 2:29
6. Wawa – 2:18
7. Tumor (Eddie Cooley, John Davenport) – 2:57
8. Aya Mood – 2:50
9. Mission Impossible 2.0 (Schifrin) - 2:20
10. Rosa Vertov (Descloux, D.J. Barnes)  - 1:43
11. Decryptated (Descloux, Barnes) - 1:20
12. Herpes Simplex (Descloux, Barnes) - 2:03
13. Lacrosse Baron Bic (Descloux, Barnes) - 1:36
14. Tso Xin Yu Xin (Descloux, Barnes) - 1:20
15. Nina Con Un Tercer Ojo (Descloux, Barnes) - 0:58
16. Birdy Num-num - 3:32
17. Hard Boiled Babe - 4:28
18. Morning High (Rimbaud /Descloux, Patti Smith) - 3:04

- Les pistes 1 à 8 proviennent de l'édition originale de 1979, tandis que les pistes 10 à 15 viennent de l'EP Rosa Yemen. Les chansons 9, 16, 17 et 18 sont inédites.